# Carlos E. Restrepo (Medellín)
Carlos E. Restrepo es un barrio tradicional clase media de la ciudad de Medellín, en Colombia. 
Fue nombrado así en honor de Carlos Eugenio Restrepo, presidente de Colombia desde 1910 hasta 1914. 
En el barrio se encuentran la Biblioteca Pública Piloto y el Centro Cultural Facultad de Artes Universidad de Antioquia.
Este barrio posee una gran cualidad como lo es albergar amplias zonas verdes caracterizándose por albergar escarabajos peloteros, Hormigas cazadoras y diversas especies de libélulas; estos solo son una parte de las múltiples especies localizadas en los parques, calles y sitios ajenos. Otro factor relevante es la pacífica convivencia de sus habitantes, que en su mayoría son empleados de las principales empresas antioqueñas, docentes y estudiantes universitarios.

## Ubicación
Fue uno de los primeros barrios obreros fundados en la ciudad de Medellín, está localizado en la comuna 11 Laureles - Estadio en el costado occidental del río Medellín y al sur de la quebrada La Iguaná. Cuenta con múltiples vías de acceso como lo son la Avenida Colombia o la Carrera 65, y es un sitio predilecto para el desarrollo de actividades de tipo cultural gracias a su ambiente estilo bohemio y su frondosa vegetación que hace agradable caminar por el sector.